# ماليش غيرك (فلم)
ماليش غيرك (بالعربية: ليس لي سواك) هو فيلم موسيقي رومانسي مصري تم إنتاجه عام 1958، من إخراج هنري بركات و بطولة فريد الأطرش و مريم فخر الدين و رشدي أباظة.

## فريق العمل

### تمثيل
- فريد الأطرش
- مريم فخر الدين
- رشدي أباظة
- ميمي شكيب
- آمال فريد
- حسن فايق
- عمر الحريري
- سعاد حسين
- فاروق عجرمة

### الفريق الفني
إخراج: هنري بركات

تأليف:
- هنري بركات
- بديع خيري

إنتاج: أفلام فريد الأطرش

## أغاني الفيلم
من الحان وغناء فريد الأطرش
- إياك من حبي

كلمات: أنور عبد الله
- قسمة مكتوبة

كلمات: عبد العزيز سلام
- لو تسمعني

كلمات: عبد العزيز سلام
- وحياة عينيكي

كلمات: إسماعيل الحبروك
- يا حليوة يا حليوة

كلمات: فتحي قورة

## روابط خارجية
- مقالات تستعمل روابط فنية بلا صلة مع ويكي بيانات